# Pietramogolana
Pietramogolana è una piccola frazione del comune di Berceto, in provincia di Parma.
La località dista 9,32 km dal capoluogo.

## Geografia fisica

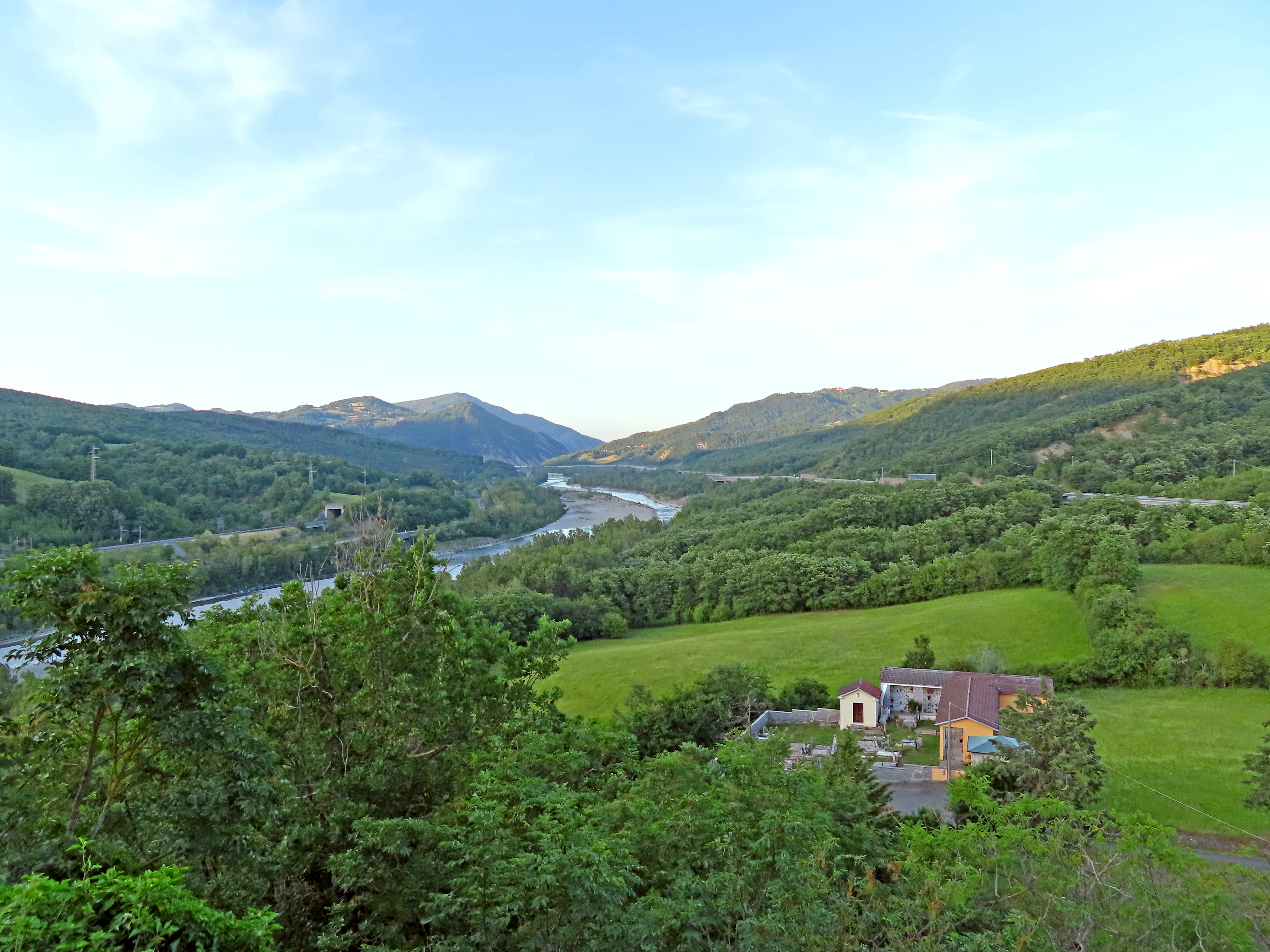
La val Taro vista da Pietramogolana

Il piccolo borgo appenninico sorge accanto ai ruderi del castello medievale, posti su uno sperone di roccia a picco sul fiume Taro, ed è raggiungibile attraverso un cavalcavia che attraversa la vicina autostrada della Cisa.

## Origini del nome
La località era chiamata originariamente Petra Mugulana, dal latino Petra Mugiens, ossia "pietra mugghiante", in riferimento al fragore delle acque del fiume Taro che scorre ai piedi dello sperone roccioso su cui sorge il borgo.

## Storia

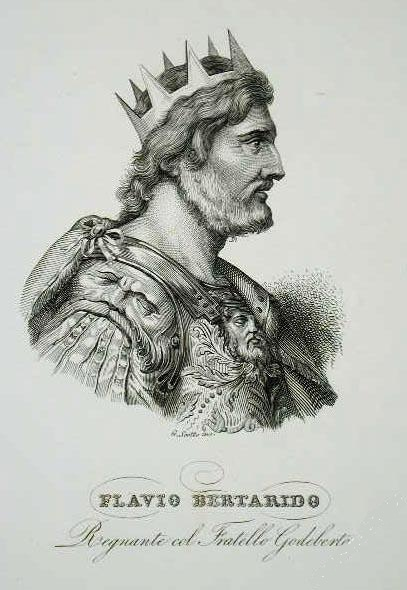
Pertarito o Bertarido o Bertarito. Re d'Italia. Rex Langobardorum

Il borgo fu fondato prima del 674 al confine tra i territori dipendenti dalle città di Parma e Piacenza, come documentato da un diploma del re dei Longobardi Pertarito; fu forse allora che fu edificato il primo castello a presidio della val Taro; nei secoli seguenti la rocca, grazie alla sua posizione strategica, fu contesa da tutte le più importanti famiglie del Parmense.
All'inizio dell'XI secolo il feudo apparteneva al conte Plato Platoni, al quale succedette nel 1022 il quinto figlio Begarolo. Già nel 1035 l'imperatore del Sacro Romano Impero Corrado II il Salico riconobbe al vescovo di Parma Ugo l'autorità sul territorio amministrato dalla città, da cui dipendeva anche Pietramogolana, la cui gestione risultava a diretto appannaggio dei canonici del Capitolo della Cattedrale di Parma; anche altri imperatori nel secolo successivo confermarono il potere episcopale sui feudi.
Nel 1219 l'imperatore Federico II di Svevia concesse invece al Comune di Parma la conferma degli antichi diritti; ciò fu interpretato dal podestà Negro Mariani da Cremona quale attestazione del pieno potere sul territorio in autonomia dall'autorità episcopale; il vescovo Obizzo Fieschi fece appello al papa Onorio III, che l'anno seguente ristabilì l'autorità della diocesi su tutti i feudi governati in precedenza; l'accordo tra il Comune e l'autorità episcopale fu ratificato nel 1221 e Obizzo Fieschi si sentì libero di assegnare Pietramogolana ai conti Platoni, in cambio del versamento di 50 libbre imperiali.
Nel 1240 il marchese Oberto II Pallavicino conquistò il forte di Pietramogolana, di cui fu investito ufficialmente nel 1249 da parte dell'imperatore Federico II di Svevia; in opposizione a ciò nel 1260 i fratelli Rangone, Uberto, Alberto e Rodolfo Platoni presero possesso del castello, ma nel 1295 Tedisio Sanvitale lo riconquistò alla diocesi di Parma; il vescovo Obizzo Sanvitale investì del feudo il conte Gianquirico Sanvitale, che lo trasmise al figlio Giberto. Nel 1327 l'imperatore Ludovico il Bavaro confermò invece al marchese Manfredino Pallavicino i privilegi sulle terre possedute dalla casata, tra cui Pietramogolana, di fatto detenuta in condominio con i Sanvitale, ai quali nel 1355 il Signore di Milano Bernabò Visconti confermò l'investitura, e con i Platoni, che nel 1361 alienarono la loro quota a Giberto Sanvitale.
Nel 1391 i Pallavicino conquistarono e distrussero il castello, di cui nel 1395 fu ufficialmente investito il marchese Niccolò Pallavicino da parte dell'imperatore Venceslao di Lussemburgo.
Nel 1404 si aggiunse nella contesa il conte Pier Maria I de' Rossi, che espugnò il maniero e le terre vicine, tra cui Berceto; già nel 1408 Giacomo Terzi riuscì a conquistare Pietramogolana, che fu costretto a restituire ai Rossi l'anno seguente, in ottemperanza a una sentenza cui nel 1412 fece opposizione il vescovo di Parma Bernardo Zambernelli appellandosi al Tribunale della Rota Romana; riottenuta la rocca, nel 1423 la diocesi la riassegnò ai Pallavicino.
Dopo cinque anni le truppe del duca di Milano Filippo Maria Visconti, guidate dal capitano di ventura Niccolò Piccinino, assaltarono il castello di Pellegrino e arrestarono Manfredo Pallavicino, feudatario di Pietramogolana; il marchese fu costretto sotto tortura a confessare di aver congiurato contro il duca, che lo condannò a morte confiscando tutte le sue proprietà, che furono assegnate al Piccinino. Nel 1450 il vescovo Delfino della Pergola, nell'intento di recuperare gli antichi possedimenti della diocesi, riuscì a riottenere il castello di Pietramogolana, che fu ampliato e rinforzato nel 1460 per volere del vescovo civitatense Agostino, commissario apostolico del papa Pio II, il quale assegnò il feudo al conte Stefano Sanvitale.
Nel 1551 i Rossi riuscirono a reimpossessarsi del forte, ma l'anno successivo lo restituirono ai Sanvitale, che tuttavia nei decenni seguenti si disinteressarono sempre più di Pietramogolana, feudo ormai periferico. Nel 1627 il castello, assorbito dalla Camera Ducale di Parma, fu assegnato al conte Cornelio Palmia, i cui eredi lo mantennero fino al 1739, quando la famiglia si estinse con la morte dell'ultimo conte Luigi; il feudo fu quindi annesso al ducato di Parma e Piacenza, di cui seguì le sorti.
Nel 2012 il Comune di Berceto, divenuto proprietario dei ruderi del castello, incaricò l'architetto Roberto Bruni del progetto di recupero delle rovine e del piccolo borgo; l'opera, non ancora avviata per mancanza di fondi, prevede il consolidamento strutturale dell'antico forte e la sistemazione della piazza centrale e della chiesa di San Giovanni, allo scopo di ricostruire un collegamento tra il paese e il castello, oggi non raggiungibile a causa del crollo del sentiero di collegamento.

## Monumenti e luoghi d'interesse

### Castello

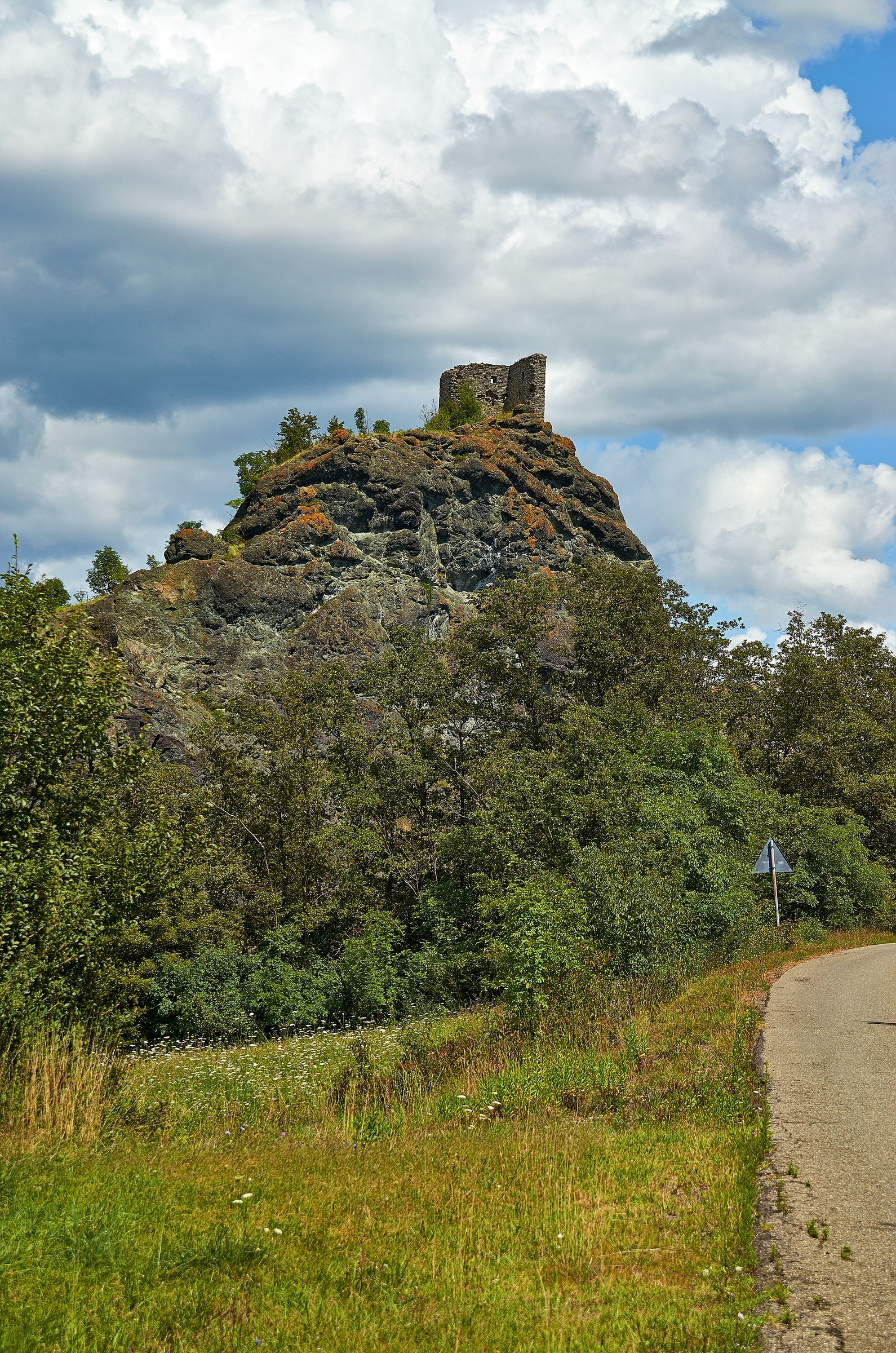
I ruderi del castello

Risalente forse al VII secolo, lo strategico castello fu a lungo conteso dal Comune di Parma, dalla diocesi cittadina, dai Platoni, dai Pallavicino, dai Sanvitale, dai Rossi e dai Terzi; perse le sue funzioni difensive, a partire dalla seconda metà del XVI secolo cadde in un inesorabile declino e fu abbandonato definitivamente nel 1739; i ruderi furono acquistati alla fine del XIX secolo dagli abitanti di Pietramogolana, che li donarono nel 2012 al Comune di Berceto in vista di un possibile recupero.

### Chiesa di San Giovanni Battista

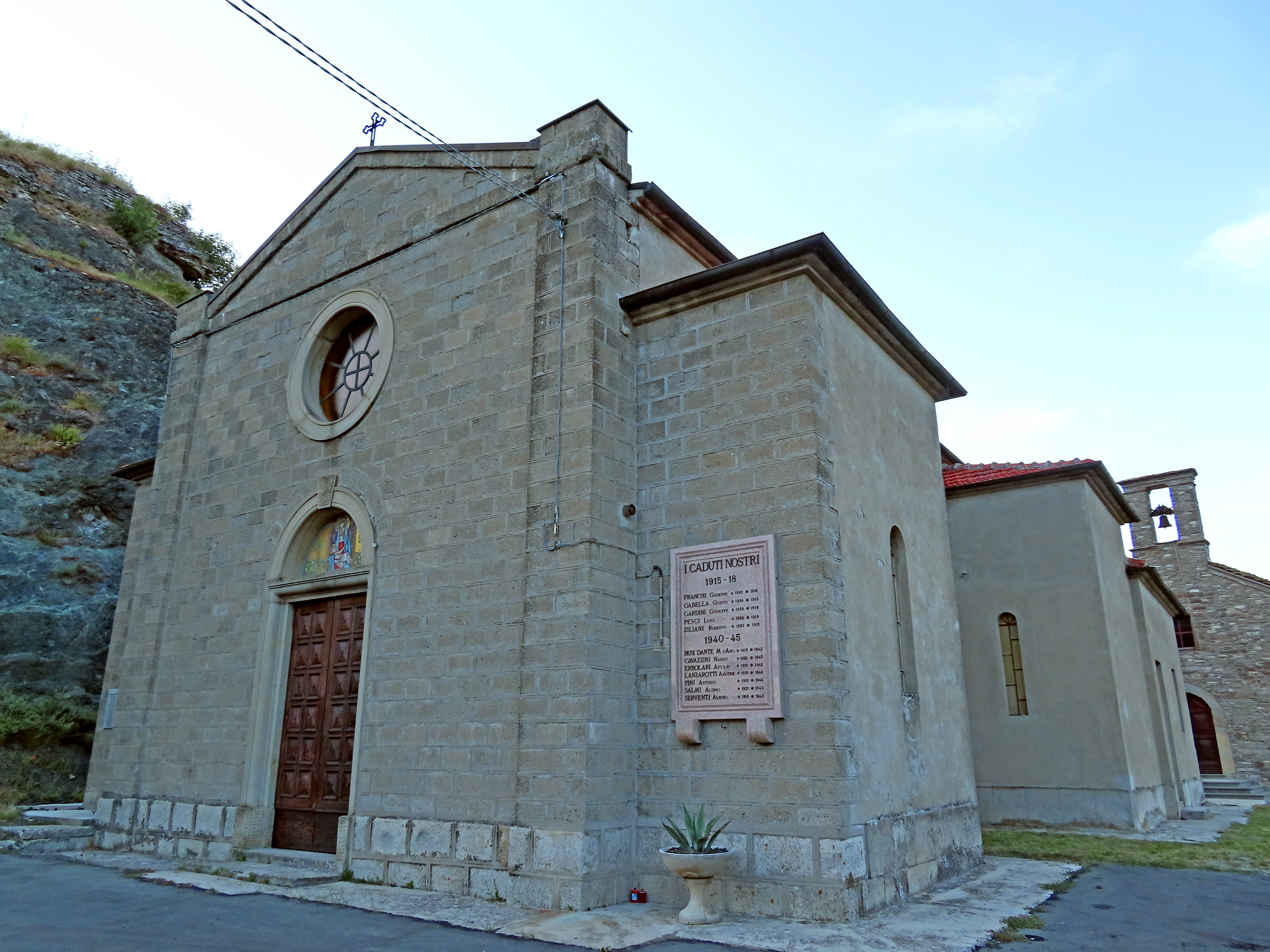
Chiesa di San Giovanni Battista

Costruita in stile neoromanico tra il 1950 e il 1951 in sostituzione dell'antica cappella medievale retrostante, la chiesa presenta una facciata a capanna interamente rivestita in pietra; il progetto di recupero redatto nel 2011 prevede il riutilizzo dell'annesso campanile, prossimo all'alto sperone roccioso, quale possibile punto d'appoggio della scala d'accesso al castello.

### Antica chiesa di San Giovanni Battista

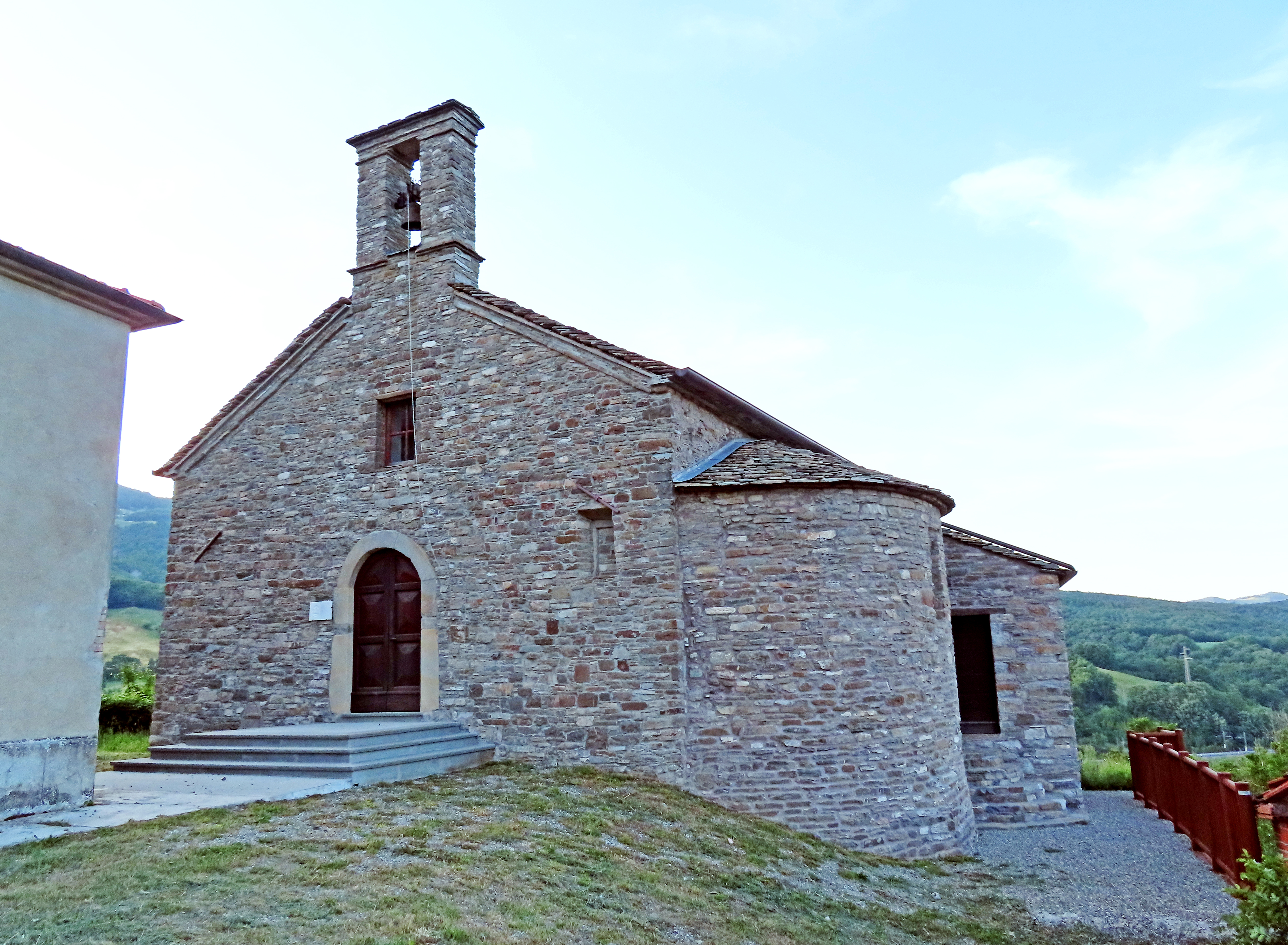
Antica chiesa di San Giovanni Battista

Esistente già nel 1230 ed elevata a sede parrocchiale entro il 1560, l'antica chiesa romanica, trasformata in sala della comunità in seguito alla costruzione nel 1951 del nuovo tempio neoromanico, fu risistemata nel 1981 e nuovamente ristrutturata tra il 2017 e il 2019; il luogo di culto, interamente rivestito in pietra, presenta una facciata a capanna coronata da un campanile a vela e si sviluppa su un impianto a navata unica.